# José Ignacio López de Arriortúa
José Ignacio López de Arriortúa (Amorebieta, Vizcaya, 18 de enero de 1941) es un ingeniero español. Fue alto ejecutivo del sector de la automoción y conocido como Superlópez.

## Biografía
Nació en Amorebieta el 18 de enero en 1941. En 1966 se doctoró en Ingeniería industrial por la Escuela de Ingenieros Industriales de Bilbao. Empezó trabajando para Firestone en Basauri. Habla cinco idiomas. En 1969 se casó con Margarita Urquiza, hija del alcalde de Busturia.
En 1980 fue contratado por General Motors ya que la empresa decidió instalarse en Figueruelas (Zaragoza) y ascendió en esta empresa hasta ser jefe mundial de compras. A partir de entonces fue conocido como Superlópez. Al principio fue alabado dentro de los negocios por su estrategia de compras en empresas tan destacadas como Opel, General Motors y el consorcio Volkswagen y por sus revolucionarios sistemas de gestión. Pero se pasó a Volkswagen, que lo nombró vicepresidente. General Motors lo acusó de fraude, espionaje industrial y robo de documentos confidenciales —planes de fábricas y prototipos— para llevarlos a Volkswagen (1996), y Arriortúa fundó ese mismo año la Consultoría Grupo López Arriortúa. El proceso se cerró en 1997 con un acuerdo entre las dos multinacionales, por el que Volkswagen se comprometía al pago de cien millones de dólares y a comprar componentes a GM por valor de mil millones de dólares durante siete años y se sobreseyó definitivamente en 1998. Entre sus méritos como ejecutivo hay que señalar que consiguió acabar con una de las mayores crisis de la historia de General Motors y sacó a Volkswagen de los números rojos en sólo dos años. 
Su máxima aspiración era colocar una planta automovilística en su localidad natal, en ella quería implantar un nuevo concepto que consistía en que los proveedores se encargaban de montar ellos mismos las piezas en los vehículos, alcanzándose un hipotético coste cero en el ensamblaje. La decisión de la cúpula automovilística fue instalarla en Polonia por sus bajos costes. 
El 8 de enero de 1998 el coche en el que viajaba colisionó contra un camión en Cogollos (Burgos). Estuvo cuarenta días sin memoria y tres meses hospitalizado. Después de recuperarse del accidente se retiró a Busturia.

## Libros
- Tú puedes. Memorias de un trabajador